# Gardineria hawaiiensis
Espèce
Statut CITES
Gardineria hawaiiensis est une espèce de coraux appartenant à la famille des Gardineriidae.